# Unité urbaine de Bazas
L'unité urbaine de Bazas est une unité urbaine française centrée sur la ville de Bazas, dans le Sud du département de la Gironde.

## Données globales
En 2010, selon l'Insee, l'unité urbaine de Bazas était uniquement composée de la commune de Bazas, qui était donc une commune isolée, située dans l'arrondissement de Langon, subdivision administrative du département de la Gironde.
Lors de la redéfinition des périmètres des unités urbaines de 2020, l'unité urbaine de Bazas s'est étendue à la commune de Saint-Côme, portant ainsi son nombre de communes à deux, Bazas étant une commune centre et Saint-Côme une banlieue.

## Délimitation de l'unité urbaine de 2020
Liste des communes appartenant à l'unité urbaine de Bazas  selon la nouvelle délimitation de 2020 et sa population municipale en 2018.
| Nom        | Code Insee | Département | Statut       | Superficie (km2) | Population (dernière pop. légale) | Densité (hab./km2) | Modifier                                    |
| ---------- | ---------- | ----------- | ------------ | ---------------- | --------------------------------- | ------------------ | ------------------------------------------- |
| Bazas      | 33036      | Gironde     | ville-centre | 37,29            | 4 819 (2022)                      | 129                | modifier les données · modifier les données |
| Saint-Côme | 33391      | Gironde     | banlieue     | 5,96             | 326 (2022)                        | 55                 | modifier les données · modifier les données |

## Évolution démographique
L'évolution démographique ci-dessous concerne l'unité urbaine de Bazas délimitée selon le périmètre de 2020.
| 1968  | 1975  | 1982  | 1990  | 1999  | 2007  | 2012  | 2017  |
| ----- | ----- | ----- | ----- | ----- | ----- | ----- | ----- |
| 4 816 | 5 018 | 4 982 | 4 635 | 4 606 | 4 888 | 5 025 | 5 092 |

| 2019  | 2022  | - | - | - | - | - | - |
| ----- | ----- | - | - | - | - | - | - |
| 5 122 | 5 145 | - | - | - | - | - | - |

### Articles externes
- L'unité urbaine de Bazas sur le splaf Gironde
- Composition communale de l'unité urbaine de Bazas selon le zonage de 2010
- Composition communale de l'unité urbaine de Bazas selon le nouveau zonage de 2020